# فبرينوجين
مولد الليفين (العامل الأول) (بالإنجليزية: Fibrinogen (factor I))‏ أوالفبرينوجين  نوع من بروتينات الدم يلعب دورا هاما في تجلط الدم. وينتمي هذا البروتين إلى عائلة بروتينات بلازما الدم الذائبة ووزنه الجزئي =330.000 دالتون. يحوله الثرومبين النشط بفعل تفاعلات انزيميه وبوجود ايونات الكالسيوم إلى خيوط أو الياف الفايبرين غير الذائبه وهذه الاخيره تعمل شبكه تمنع مرور خلايا الدم الحمر وبذالك يتم ايقاف انسياب الدم]] وبغياب مولد الليفين لا تتم عملية تخثر الدم خارج الجسم (تخثر الجروح).

## اقرأ أيضاً
- لاصق فايبرين